# Altsprachlicher Unterricht
Als altsprachlicher Unterricht wird der Unterricht in den alten Sprachen Latein und Griechisch bezeichnet, die seit dem Renaissance-Humanismus Gegenstand schulischen Unterrichts in Deutschland sind. Als altsprachliche oder humanistische Gymnasien bezeichnet man auch heute noch solche weiterführenden Schulen, die sowohl Latein als auch Griechisch als ordentliches Schulfach anbieten. Aufgrund der wechselseitigen Einflüsse von römischer und griechischer Kultur stehen die beiden Fächer in einem engen inhaltlichen und fachdidaktischen Zusammenhang. Selten, regelmäßig jedoch im Rahmen der Theologenausbildung, wird darüber hinaus auch der Unterricht im biblischen Hebräisch zum altsprachlichen Unterricht gerechnet, insofern er in Ergänzung der beiden anderen Sprachen des klassischen Altertums als ordentliches Schul- oder Ausbildungsfach angeboten wird, wie es an Schulen und Hochschulen in kirchlicher Trägerschaft gelegentlich der Fall ist.
Da Latein, Griechisch und Hebräisch die Sprachen der jüdisch-christlichen Überlieferung sind, wurde altsprachlicher Unterricht häufig auch als Ort der Vermittlung der überlieferten Werte abendländischer Kultur und Religion verstanden. Auch die nichtchristlichen Ausprägungen römischer und griechischer Kultur beinhalten eine Vielzahl kultureller und philosophischer Entwürfe, die als Teil des kulturellen Erbes gelten und deren Weitergabe als Bestandteil humanistischer Bildung aufgefasst wurde.
Als Leistungsnachweise werden für entsprechende Leistungen in diesen Fächern das Latinum (in manchen Bundesländern nach der Dauer des Lateinunterrichts differenziert in großes Latinum, KMK-Latinum und kleines Latinum) und das Graecum verliehen, die von den Universitäten für bestimmte Studienfächer von den Studenten verlangt werden. Das sind vor allem die geisteswissenschaftlichen Fächer, zum Beispiel moderne Fremdsprachen, Geschichte oder Theologie. In der Medizin müssen fachbezogene Sprachkenntnisse (Terminologie) nachgewiesen werden, die auch an der Universität erworben werden können.
Für das Fach Hebräisch existiert analog das Hebraicum.

## Fachzeitschriften
- Der Altsprachliche Unterricht. Latein und Griechisch. Friedrich Verlag, Velber, ISSN 0002-6670
- Forum Classicum. Zeitschrift für die Fächer Latein und Griechisch an Schulen und Universitäten (Vorgänger: Mitteilungsblatt des Deutschen Altphilologenverbandes), C.C. Buchner Verlag, Bamberg – Fachorgan des Deutschen Altphilologenverbandes (DAV).
- Pegasus-Onlinezeitschrift. Wissenschaftliches Periodikum zur Didaktik und Methodik der Fächer Latein und Griechisch, Jg. 1 (2001) ff. (Pegasus-Onlinezeitschrift).
- Die Alten Sprachen im Unterricht (DASiU), fachpolitisches und fachdidaktisches Periodikum der Landesverbände Bayern und Thüringen im Deutschen Altphilologenverband. C.C. Buchner Verlag, Bamberg.
- Ars Didactica – Marburger Beiträge zu Studium und Didaktik der Alten Sprachen.